# چوی‌بالسان
چوی‌بالسان (به زبان مغولی: Чойбалсан хот، [Čojbalsan xot]؛ ᠴᠣᠶᠢ ᠪᠠᠯᠰᠠᠩ ᠬᠣᠲᠠ، [čoyi balsaŋ qota]) شهر و مرکز استان دورنود در شرق کشور مغولستان است.
شهر چوی‌بالسان در تابعیت شهرستان خِرلِن قرار داشته، ۲۸۱ کیلومترمربع مساحت، و ۴۷٬۲۷۰ نفر جمعیت دارد.